# Arthur Tell Schwab
Arthur Tell Schwab (Bortewitz, 4 settembre 1896 – Siglingen, 27 febbraio 1945) è stato un marciatore svizzero.

## Biografia
Nella sua carriera prese parte a tre olimpiadi: a Parigi 1924 arrivò quinto della 10 km di marcia; a Los Angeles 1932 non concluse la gara della 50 km di marcia; a Berlino 1936 vinse la medaglia d'argento, sempre nella 50 km di marcia.
Partecipò anche ai campionati europei di atletica leggera 1934 che si tennero a Torino, dove conquistò la medaglia d'argento, ancora una volta sulla distanza dei 50 km.
Nel 1919 nacque suo figlio Erich Arthur Fritz Schwab, futuro olimpionico della marcia, vincitore di un argento ai Giochi di Londra 1948 e di un bronzo a Helsinki 1952.

## Palmarès
| Anno | Manifestazione  | Sede        | Evento       | Risultato | Prestazione | Note |
| ---- | --------------- | ----------- | ------------ | --------- | ----------- | ---- |
| 1924 | Giochi olimpici | Parigi      | 10 km marcia | 5º        | 49'50"0     |      |
| 1932 | Giochi olimpici | Los Angeles | 50 km marcia | dnf       | dnf         |      |
| 1934 | Europei         | Torino      | 50 km marcia | Argento   | 4h53'09"    |      |
| 1936 | Giochi olimpici | Berlino     | 50 km marcia | Argento   | 4h32'09"2   |      |